# Мария Анна Саксонская (великая герцогиня Тосканы)
Мария Анна Каролина Йозефа Винсентия Ксаверия Непомусена Франциска де Паула Франциска де Шанталь Иоанна Антония Елизавета Кунигунда Гертруда Леопольдина (нем. Marie Anna Carolina Josepha Vincentia Xaveria Nepomucena Franziska de Paula Franziska de Chantal Johanna Antonia Elisabeth Cunigunde Gertrud Leopoldina; 15 ноября 1799, Дрезден — 24 марта 1832, Пиза) — принцесса королевства Саксония и (в замужестве) великая герцогиня Тосканы.

## Биография
Мария Анна была пятой дочерью принца Максимилиана Саксонского, сына курфюрста Саксонии Фридриха Кристиана, и его супруги Каролины Пармской, дочери герцога Пармского Фердинанда. 
16 ноября 1817 года она вышла замуж во Флоренции за эрцгерцога Леопольда, наследника трона Тосканы. В 1824 году после смерти Фердинанда III, великий князь взошел на престол под именем Леопольда II. Великая герцогиня Тосканская была любима мужем и пользовалась большой симпатией всех окружающих. По описанию современницы, она была очень приятная женщина:

Лицо немного худощавое, глаза карие и очень выразительные, меланхолические, что делает ее всю очень интересной. Её фигура не без грации, но, к сожалению, она кособока, но старается это всячески скрыть. В манере общения есть нечто мягкое, любезное и в то же время оживленное. От нее исходит доброжелательность и предупредительность. Она очень милая. Её супруг недурен и похож на обычного неплохого мужчину.
Мария Анна была страстной собирательницей античной поэзии и произведений искусства (например, за крупную сумму приобрела оригиналы Liber Interitus Горация), интересовалась учением гностиков, сама занималась поэтическим творчеством (сборник стихотворений Марии Анны вышел уже после её смерти).
После рождения трёх дочерей, понимая, что она не в состоянии дать наследника мужского пола, герцогиня впала в депрессию. Здоровье её начало ухудшаться и у неё обнаружили туберкулёз. По рекомендации врачей зимой 1832 года весь двор переехал в Пизу, с надеждой, что тёплый климат поможет ей победить болезнь. Но в марте стало ясно, что скоро она умрет. Скончалась в окружении близких 24 марта 1832 года. По желанию Леопольда II, очень опечаленного смертью своей жены, тело ее было забальзамировано и перевезено во Флоренцию, где 28 марта было похоронено в Базилике Сан-Лоренцо.

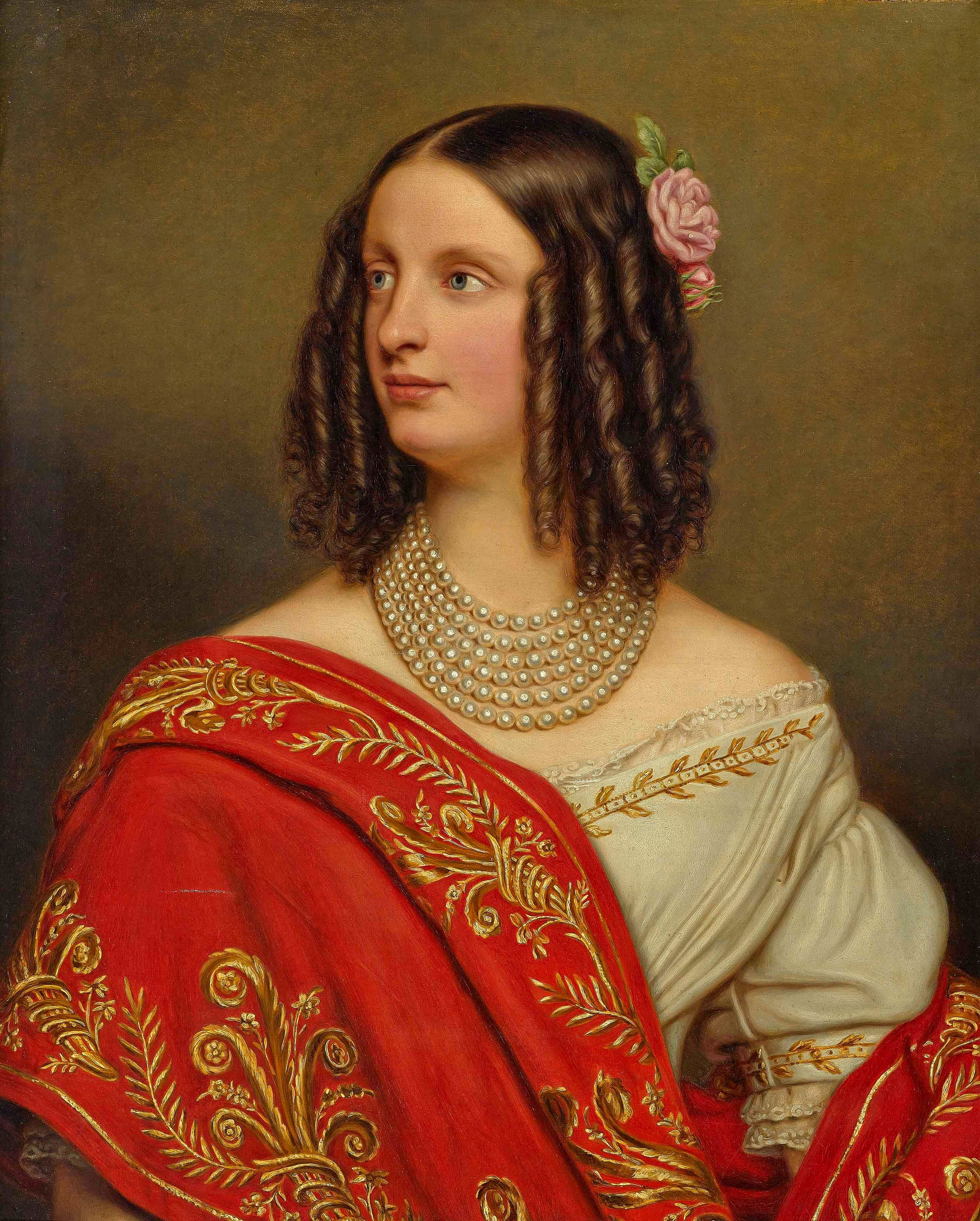
Августа Фердинанда

## Дети
- Каролина (1822—1841)
- Августа Фердинанда (1825—1864), замужем с 1844 года за принцем Луитпольдом Баварским (1821—1912), как и ее мать умерла от туберкулеза.
- Максимилиана (1827—1834)